# Dauernd jetzt Tour
Die Dauernd jetzt Tour war eine Konzerttournee des deutschen Sängers Herbert Grönemeyer, die am 12. Mai 2015 in der Chemnitz Arena begann und am 11. Juni 2016 in Erfurt beendet wurde. Die Tournee umfasste 40 Konzerte und führte Grönemeyer durch Deutschland, in die Niederlande, Österreich und in die Schweiz.

## Konzerttermine
| Nr.             | Datum           | Land            | Stadt                | Veranstaltungsort           | Besucher     | Beleg        |
| Leg 1 – 2015    | Leg 1 – 2015    | Leg 1 – 2015    | Leg 1 – 2015         | Leg 1 – 2015                | Leg 1 – 2015 | Leg 1 – 2015 |
| --------------- | --------------- | --------------- | -------------------- | --------------------------- | ------------ | ------------ |
| 1               | 12. Mai 2015    | Deutschland     | Chemnitz             | Chemnitz Arena              | 11.500       | [ 5 ]        |
| 2               | 13. Mai 2015    | Deutschland     | Berlin               | O₂ World                    | 14.000       | [ 6 ]        |
| 3               | 15. Mai 2015    | Deutschland     | Hannover             | TUI Arena                   | 12.000       | [ 7 ]        |
| 4               | 16. Mai 2015    | Deutschland     | Hamburg              | O₂ World Hamburg            | 14.000       | [ 8 ]        |
| 5               | 18. Mai 2015    | Deutschland     | Stuttgart            | Hanns-Martin-Schleyer-Halle | 12.500       | [ 9 ]        |
| 6               | 19. Mai 2015    | Schweiz         | Zürich               | Hallenstadion               | 13.000       | [ 1 ]        |
| 7               | 21. Mai 2015    | Deutschland     | München              | Olympiahalle München        | 15.000       | [ 10 ]       |
| 8               | 22. Mai 2015    | Deutschland     | München              | Olympiahalle München        | 15.000       | [ 10 ]       |
| 9               | 24. Mai 2015    | Deutschland     | Frankfurt am Main    | Festhalle Frankfurt         | 11.600       | [ 11 ]       |
| 10              | 25. Mai 2015    | Deutschland     | Mannheim             | SAP Arena                   | 10.500       | [ 12 ]       |
| 11              | 27. Mai 2015    | Deutschland     | Köln                 | Lanxess Arena               | 15.000       | [ 13 ]       |
| 12              | 28. Mai 2015    | Deutschland     | Oberhausen           | König-Pilsener-Arena        | 11.000       | [ 14 ]       |
| 13              | 30. Mai 2015    | Deutschland     | Bonn                 | Freizeitpark Rheinaue       | 25.000       | [ 15 ]       |
| 14              | 31. Mai 2015    | Deutschland     | Schweinfurt          | Willy-Sachs-Stadion         | 15.000       | [ 16 ]       |
| 15              | 3. Juni 2015    | Deutschland     | Bocholt              | Stadion am Hünting          | 20.000       | [ 17 ]       |
| 16              | 4. Juni 2015    | Deutschland     | Freiburg im Breisgau | Messe Freiburg              | 13.000       | [ 18 ]       |
| 17              | 6. Juni 2015    | Deutschland     | Braunschweig         | Eintracht-Stadion           | 23.000       | [ 19 ]       |
| 18              | 7. Juni 2015    | Deutschland     | Hofgeismar           | Hessentags-Arena            | 12.000       | [ 20 ]       |
| 19              | 9. Juni 2015    | Deutschland     | Rostock              | IGA Park                    | 10.000       | [ 21 ]       |
| 20              | 10. Juni 2015   | Deutschland     | Heide                | Marktplatz                  | 16.000       | [ 22 ]       |
| 21              | 12. Juni 2015   | Deutschland     | Berlin               | Berliner Waldbühne          | 22.000       | [ 23 ]       |
| 22              | 13. Juni 2015   | Deutschland     | Leipzig              | Red Bull Arena              | 45.000       | [ 24 ]       |
| 23              | 15. Juni 2015   | Osterreich      | Burg Clam            | Meierhofwiese               | 8.500        | [ 25 ]       |
| 24              | 16. Juni 2015   | Osterreich      | Wien                 | Wiener Stadthalle           | 16.000       | [ 26 ]       |
| 25              | 19. Juni 2015   | Deutschland     | Bochum               | Ruhrstadion                 | 27.000       | [ 27 ]       |
| 26              | 20. Juni 2015   | Deutschland     | Bochum               | Ruhrstadion                 | 27.000       | [ 27 ]       |
| 27              | 21. Juni 2015   | Deutschland     | Berlin               | Berliner Waldbühne          | 22.000       | [ 28 ]       |
| 28              | 23. Juni 2015   | Niederlande     | Amsterdam            | Heineken Music Hall         | 3.000        | [ 27 ]       |
| Leg 2 – 2016    |                 |                 |                      |                             |              |              |
| 29              | 26. Mai 2016    | Deutschland     | Mainz                | Mainzer Messegelände        | 16.000       | [ 29 ]       |
| 30              | 27. Mai 2016    | Deutschland     | Gelsenkirchen        | Veltins-Arena               | 50.000       | [ 30 ]       |
| 31              | 29. Mai 2016    | Deutschland     | Aurich               | Mehrzweckgelände            | 12.000       | [ 31 ]       |
| 32              | 30. Mai 2016    | Deutschland     | Dresden              | Stadion Dresden             | 25.000       | [ 32 ]       |
| 33              | 1. Juni 2016    | Osterreich      | Wien                 | Burgtheater                 | 1.200        | [ 33 ]       |
| 34              | 2. Juni 2016    | Osterreich      | Salzburg             | Residenzplatz               | 12.000       | [ 34 ]       |
| 35              | 4. Juni 2016    | Osterreich      | Podersdorf am See    | Strandbad                   | 15.000       | [ 35 ]       |
| 36              | 5. Juni 2016    | Deutschland     | München              | Königsplatz                 | 18.000       | [ 36 ]       |
| 37              | 7. Juni 2016    | Deutschland     | Berlin               | Berliner Waldbühne          | 22.000       | [ 37 ]       |
| 38              | 8. Juni 2016    | Deutschland     | Hamburg              | Barclaycard Arena           | 12.000       | [ 38 ]       |
| 39              | 10. Juni 2016   | Schweiz         | St. Gallen           | AFG Arena                   | 13.000       | [ 39 ]       |
| 40              | 11. Juni 2016   | Deutschland     | Erfurt               | Steigerwaldstadion          | 21.000       | [ 40 ]       |
| Zusammenfassung | Zusammenfassung | Zusammenfassung | Zusammenfassung      | Zusammenfassung             | + 665.000    | + 665.000    |